# Inre Berggrynnan
Inre Berggrynnan är en ö i Finland. Den ligger i Bottenviken och i kommunen Larsmo i den ekonomiska regionen  Jakobstadsregionen i landskapet Österbotten, i den nordvästra delen av landet. Ön ligger omkring 100 kilometer nordöst om Vasa och omkring 430 kilometer norr om Helsingfors.
Öns area är 12,5 hektar och dess största längd är 0,7 kilometer i nord-sydlig riktning.